# Ameer Abdullah
Ameer Abdullah (* 13. Juni 1993 in Homewood, Alabama) ist ein US-amerikanischer American-Football-Spieler auf der Position des Runningbacks. Er spielt derzeit für die San Francisco 49ers in der National Football League (NFL) und stand zuvor bei den Detroit Lions, den Minnesota Vikings, den Carolina Panthers und den Las Vegas Raiders unter Vertrag.

## College
Abdullah spielte von 2011 bis 2014 für die University of Nebraska-Lincoln und war ein herausragender Spieler auf der Position des Runningbacks und als Returner. Er gewann unter anderem den Senior CLASS Award als herausragender Senior-Klasse-Spieler in der Division I FBS der NCAA. Dieser Award wird durch Stimmen der NCAA-Trainer, Medienvertretern und Fans vergeben. Er wurde außerdem zum MVP des Senior Bowls 2015 gewählt.
Abdullah erlief insgesamt 4.588 Yards bei 813 Läufen und fing 73 Pässe für 690 Yards. Zusammen kam er damit auf 46 Touchdowns. Er tätigte außerdem 31 Punt Returns und 59 Kick Returns und konnte diese für insgesamt 1.808 Yards und zwei Touchdowns zurückbringen.

## NFL

### Detroit Lions
Abdullah wurde in der 2. Runde des NFL Drafts 2015 als 54. Pick überhaupt von den Detroit Lions ausgewählt. Er gab sein NFL-Debüt am 13. August 2015 gegen die New York Jets.
Er war in seiner Rookie-Saison 2015 der Returner mit den meisten Return Yards und wurde von Medienvertretern der Detroit Sports Broadcasters Association zum Rookie of the Year 2015 gewählt.

### Minnesota Vikings
Am 6. November 2018 wurde Abdullah von den Lions entlassen und tags darauf von den Divisionsrivalen Minnesota Vikings verpflichtet. Bei den Vikings wurde Abdullah vorwiegend in den Special Teams eingesetzt und war Kick Returner. Am 31. August 2021 wurde er im Rahmen der Kaderverkleinerung auf 53 Spieler von den Vikings entlassen, tags darauf für den Practice Squad unter Vertrag genommen. Anschließend wechselte Abdullah bis nach dem sechsten Spieltag mehrfach zwischen Practice Squad und 53-Mann-Kader.

### Carolina Panthers
Am 23. Oktober 2021 nahmen die Carolina Panthers Abdullah unter Vertrag.

### Las Vegas Raiders
Zur Saison 2022 schloss Abdullah sich den Las Vegas Raiders an. Er wurde vorwiegend als Kick Returner sowie im Passspiel eingesetzt. Im März 2023 unterschrieb Abdullah für ein weiteres Jahr bei den Raiders, 2024 verlängerte er seinen Vertrag erneut um ein Jahr. Auch in seinem dritten Jahr für die Raiders kam Abdullah zum Teil in den Special Teams zum Einsatz, und zwar sowohl als Punt Returner als auch als Kick Returner. In der Offense wurde er als Backup-Runningback in 16 Spielen aufgeboten und verzeichnete 311 Laufyards und 211 Yards durch Passfänge mit insgesamt fünf Touchdowns.
Am 31. Juli 2025 unterzeichnete er einen Einjahresvertrag bei den San Francisco 49ers. Im ersten Preseason-Spiel zog Abdullah sich eine Rippenverletzung zu und wurde daraufhin auf die Injured Reserve List gesetzt.